# Christian Ledesma
Christian Ariel Ledesma (Mar del Plata, Provincia de Buenos Aires, Argentina; 4 de febrero de 1976) es un piloto argentino de automovilismo. Reconocido a nivel nacional por sus incursiones en categorías del automovilismo argentino, compitió en las categorías Turismo Carretera, Turismo Competición 2000, Top Race y Turismo Nacional, logrando importantes resultados.
Fue campeón de Turismo Competición 2000 en el año 2004 y de Turismo Carretera en 2007. Asimismo, tuvo incursiones a nivel nacional en categorías de monoplazas como la Fórmula Honda (campeón en 1995) y la Fórmula Súper Renault (campeón en 1997), mientras que a nivel internacional supo incursionar en las categorías Fórmula 3 Sudamericana y Fórmula 3000 Internacional.

## Carrera

### Categorías menores
De 1987 a 1994 corrió más de 100 carreras, obtuvo tres campeonatos, uno en la categoría Júnior, uno en la categoría Seniors y uno en la categoría Sudan Seniors, atendido por el equipo de Johnny Ledesma, su hermano. También obtuvo 4 subcampeonatos repartidos en estas categorías.

### Fórmula Honda
En 1994 participa del Concurso Nacional de Pilotos Prodriver. Fue el ganador del primer concurso nacional en la cual participaron 40 pilotos seleccionados de todo el país, este sé hizo acreedor de la primera butaca del equipo Prodriver de Fórmula Honda, atendido por el equipo de Guillermo Kissling.
En 1995 con algo más de la mitad de las fechas, se convirtió en el campeón Argentino. Obtuvo en 10 competencias, 6 poles posición, 6 primeros puestos, 2 segundos puestos y 2 terceros puestos.

### Fórmula 3 Sudamericana
En 1996 participó de esta categoría obteniendo una destacada actuación que lo colocó como el mejor debutante de la categoría, con un TOM´S-Toyota del equipo ProRacing, de Víctor Rosso. Obtuvo un tercer puesto en Goiania, Brasil y terminó 10.º en el campeonato.

### Fórmula Súper Renault
En 1997 obtuvo el Campeonato Nacional de esta categoría con un Reynard Renault y la atención del equipo Guillermo y Raúl Kissling. Obtuvo: 4 primeros puestos, 2 segundos puestos y 2 terceros puestos.

### Fórmula 3000 Internacional
Realizó tres días de pruebas en el autódromo de Magione, Italia, con la asistencia del Team Draco de Fórmula 3000 Internacional. En estas pruebas obtuvo un importantísimo desempeño ya que por primera vez manejaba un auto con 500 hp, logró registrar un tiempo de 1´06´´50/100, quedando a tan sólo 30 centésimas del mejor tiempo registrado en estas pruebas libres de la categoría, que fue marcado por el piloto titular de equipo en la presente temporada.

### Turismo Competición 2000
En TC 2000 debutó en la segunda carrera de la temporada 2003 y logró dos victorias, una en Bahía Blanca y otra en Río Cuarto. En la temporada 2004 se consagró campeón de la categoría, logrando cuatro victorias a lo largo del año. Este fue el primer torneo logrado por Chevrolet dentro de TC2000. Luego de estar 10 años en el Equipo Oficial Chevrolet, en la temporada 2013 pasa a competir para el Equipo Honda Petrobras Sport Team. En la temporada 2014 pasa a competir para el Equipo Fiat Petronas. Para la presente temporada, corre en el equipo Renault Sport Team.

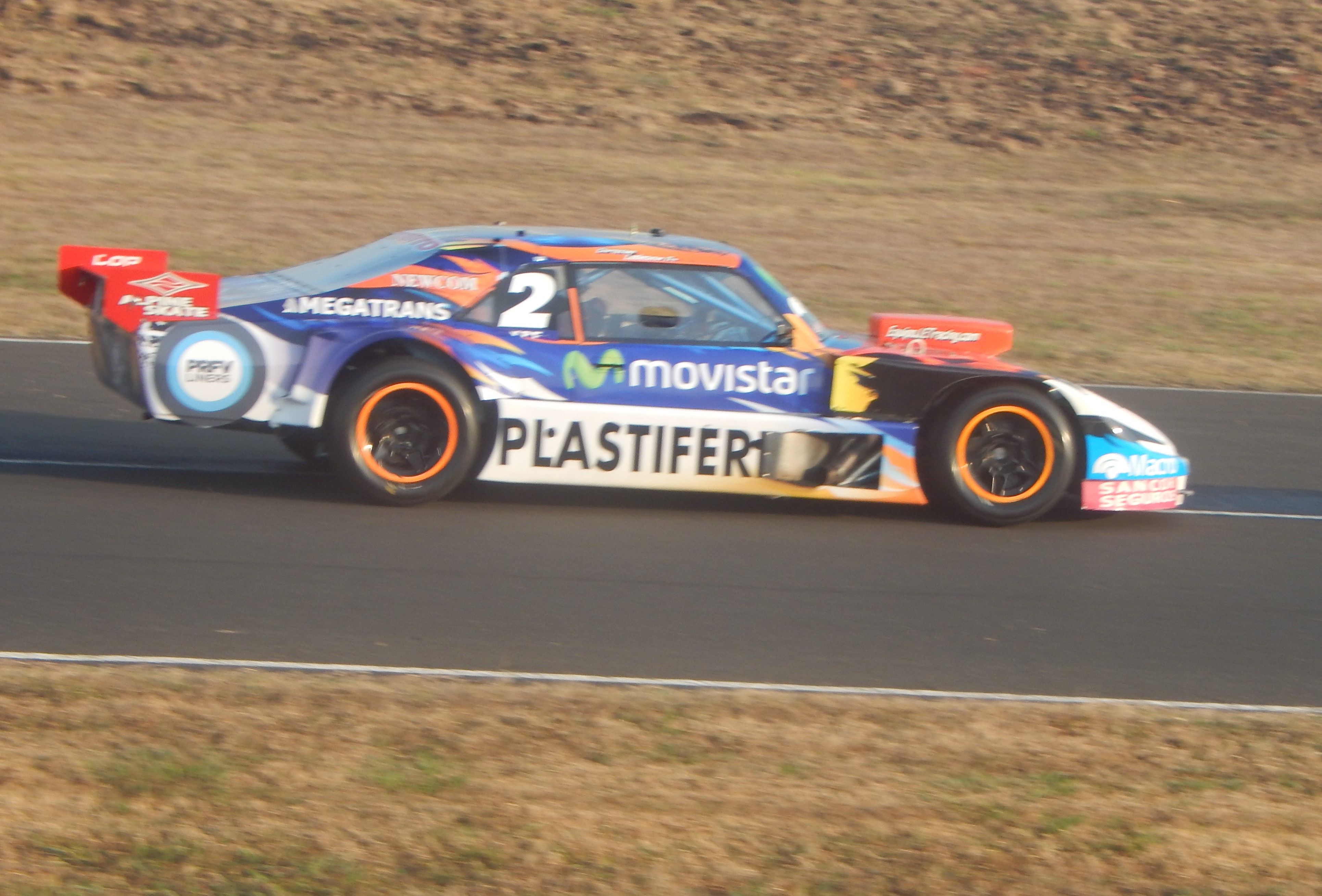
Ledesma en el Turismo Carretera (año 2015).

### Turismo Carretera
En Turismo Carretera debutó en 1998 con Ford. Al año siguiente, lograría su primer triunfo en esta categoría en el Autódromo Ciudad de Nueve de Julio, el 14 de marzo de 1999. Este sería su único triunfo con la marca del Óvalo, a la cual dejaría tras la temporada 2000. Desde 2001 corre con Chevrolet, marca en la cual se ha transformado en uno de sus principales referentes. En la temporada 2003 se consagró subcampeón, luego de perder el título de manera inexplicable con Ernesto Bessone II, además de lidiar con el acoso permanente del campeón defensor Guillermo Ortelli, otro de los aspirantes al título con el cual intercambiaron la punta de aquel torneo en varias ocasiones. En la temporada 2007 se consagró campeón, logrando seis victorias y obteniendo 294,5 puntos a lo largo del año. De esta manera, superó el récord que estaba en poder de Juan María Traverso, que en 1995 había sumado 272 puntos, con cinco victorias. En la temporada 2014, se volvió a consagrar subcampeón tras un mano a mano apasionante con Matías Rossi, que se terminó consagrando campeón de la categoría. A comienzos de la temporada 2016 y tras cuatro fechas disputadas, Ledesma anuncia su ida del TC por cuestiones presupuestarias. Sin embargo, regreso a la categoría mucho antes de lo esperado; ahora con la atención técnica de Las Toscas Racing, retorno para correr las últimas cuatro fechas del Campeonato, siendo su mejor resultado el 2.ª puesto en el Autódromo Provincia de La Pampa.

## Resumen de carrera
| Temporada | Categoría                                      | Equipo                                                        | Carreras     | Victorias    | Poles        | VR           | Podios       | Puntos       | Pos.         |
| --------- | ---------------------------------------------- | ------------------------------------------------------------- | ------------ | ------------ | ------------ | ------------ | ------------ | ------------ | ------------ |
| 1995      | Fórmula Honda Argentina                        | Prodriver                                                     | 10           | 6            | 6            | s/d          | 10           | s/d          | 1.º          |
| 1996      | Fórmula 3 Sudamericana                         | Pro Racing                                                    | s/d          | 0            | 0            | 1            | 1            | 33           | 11.º         |
| 1997      | Fórmula Súper Renault                          | s/d                                                           | 12           | 4            | 4            | 5            | 8            | 138          | 1.º          |
| 1998      | Turismo Carretera                              | Fuentes Competición                                           | 14           | 0            | 0            | 4            | 2            | 92           | 15.º         |
| 1999      | Turismo Carretera                              | s/d                                                           | 16           | 1            | 1            | 2            | 2            | 128          | 11.º         |
| 2000      | Turismo Carretera                              | s/d                                                           | 16           | 0            | 0            | 0            | 1            | 102          | 15.º         |
| 2000      | Top Race                                       | Satriano Competición                                          | s/d          | s/d          | s/d          | s/d          | s/d          | 28           | 16.º         |
| 2001      | Turismo Carretera                              | Ávila Competición                                             | 11           | 1            | 0            | 1            | 2            | 66,5         | 19.º         |
| 2001      | Turismo Nacional Clase 3                       | s/d                                                           | s/d          | s/d          | s/d          | s/d          | s/d          | s/d          | s/d          |
| 2001      | Turismo Nacional Clase 2                       | s/d                                                           | s/d          | s/d          | s/d          | s/d          | s/d          | s/d          | s/d          |
| 2002      | Turismo Carretera                              | Ávila Competición                                             | 15           | 2            | 2            | 2            | 4            | 161          | 5.º          |
| 2003      | Turismo Carretera                              | Ávila Competición                                             | 16           | 1            | 1            | 0            | 3            | 186,5        | 2.º          |
| 2003      | Turismo Competición 2000                       | Chevrolet Pro Racing                                          | 13           | 2            | 1            | 2            | 3            | 66           | 7.º          |
| 2004      | Turismo Carretera                              | Ávila Competición                                             | 16           | 1            | 5            | 3            | 4            | 163          | 4.º          |
| 2004      | Turismo Competición 2000                       | Chevrolet Pro Racing                                          | 14           | 4            | 0            | 3            | 8            | 150          | 1.º          |
| 2005      | Turismo Carretera                              | Ávila Racing                                                  | 16           | 1            | 5            | 0            | 4            | 168          | 5.º          |
| 2005      | Turismo Competición 2000                       | Chevrolet Elaion Pro Racing                                   | 14           | 2            | 0            | 0            | 4            | 89           | 6.º          |
| 2006      | Turismo Carretera                              | Ávila-Lui Racing                                              | 16           | 0            | 0            | 1            | 1            | 102          | 14.º         |
| 2006      | Turismo Competición 2000                       | Chevrolet Elaion Pro Racing                                   | 14           | 1            | 0            | 2            | 5            | 119          | 5.º          |
| 2007      | Turismo Carretera                              | HAZ Racing Team                                               | 16           | 6            | 4            | 5            | 9            | 294,5        | 1.º          |
| 2007      | Turismo Competición 2000                       | Chevrolet Elaion                                              | 14           | 1            | 0            | 2            | 4            | 108          | 3.º          |
| 2008      | Turismo Carretera                              | HAZ Racing Team                                               | 16           | 1            | 5            | 1            | 2            | 171          | 5.º          |
| 2008      | Turismo Competición 2000                       | Chevrolet Elaion                                              | 14           | 1            | 0            | 1            | 5            | 133          | 4.º          |
| 2008      | Top Race V6                                    | Sportteam                                                     | 12           | 0            | 0            | 0            | 3            | 166          | 5.º          |
| 2008      | Campeonato FIA GT - GT1                        | Selleslagh Racing Team                                        | 1            | 0            | 0            | 0            | 1            | 6            | 21.º         |
| 2009      | Turismo Carretera                              | HAZ Racing Team Low Bench Racing Division Firestone JP Racing | 16           | 1            | 1            | 1            | 4            | 160,5        | 7.º          |
| 2009      | Turismo Competición 2000                       | Chevrolet Elaion                                              | 13           | 0            | 0            | 0            | 1            | 29,5         | 13.º         |
| 2009      | Turismo Competición 2000 Copa Endurance Series | Chevrolet Elaion                                              | 3            | 0            | 0            | 0            | 1            | 16           | 10.º         |
| 2010      | Turismo Carretera                              | Firestone JP Racing                                           | 16           | 1            | 0            | 0            | 3            | 176,75       | 5.º          |
| 2010      | Turismo Competición 2000                       | Chevrolet Elaion                                              | 13           | 1            | 0            | 0            | 1            | 70           | 9.º          |
| 2010      | Turismo Competición 2000 Copa Endurance Series | Chevrolet Elaion                                              | 3            | 0            | 0            | 0            | 0            | 8            | 12.º         |
| 2011      | Turismo Carretera                              | Tango Competición                                             | 15           | 0            | 0            | 0            | 0            | 117,25       | 18.º         |
| 2011      | Turismo Competición 2000                       | Equipo Oficial Chevrolet                                      | 13           | 0            | 0            | 1            | 2            | 80,5         | 14.º         |
| 2011      | Top Race V6                                    | Sportteam                                                     | 9            | 1            | 0            | 1            | 2            | 43           | 9.º          |
| 2012      | Turismo Carretera                              | JL Kun 16 Carrera                                             | 16           | 1            | 2            | 1            | 2            | 182          | 4.º          |
| 2012      | Súper TC 2000                                  | Chevrolet YPF                                                 | 12           | 0            | 1            | 0            | 2            | 87,5         | 10.º         |
| 2013      | Turismo Carretera                              | JL Kun 16 Carrera SpeedAgro Racing                            | 16           | 1            | 2            | 0            | 2            | 328          | 12.º         |
| 2013      | Súper TC 2000                                  | Equipo Honda Petrobras                                        | 12           | 0            | 0            | 0            | 1            | 71           | 12.º         |
| 2013      | TC Mouras Torneo de pilotos invitados          | Fancio Competición                                            | 1            | 0            |              | 0            | 1            | 17           | 24.º         |
| 2014      | Turismo Carretera                              | Jet Racing                                                    | 16           | 4            | 2            | 5            | 7            | 556          | 2.º          |
| 2014      | Súper TC 2000                                  | Equipo Petronas                                               | 13           | 0            | 0            | 0            | 1            | 58,5         | 18.º         |
| 2014      | TC Mouras Torneo de pilotos invitados          | Grupo Tomasello Sport                                         | 1            | 0            |              | 0            | 0            | 8            | 41.º         |
| 2015      | Turismo Carretera                              | Jet Racing                                                    | 16           | 0            | 0            | 0            | 0            | 347,5        | 10.º         |
| 2015      | Súper TC 2000                                  | Renault Sport                                                 | 12           | 1            | 0            | 1            | 2            | 92,5         | 10.º         |
| 2016      | Turismo Carretera                              | Sprint Racing Las Toscas Racing                               | 8            | 0            | 0            | 1            | 1            | 172,75       | 42.º         |
| 2016      | Súper TC 2000                                  | Renault Sport                                                 | 14           | 0            | 0            | 0            | 1            | 41           | 16.º         |
| 2016      | Top Race V6                                    | Sprint Racing                                                 | 8            | 0            | 0            | 0            | 1            | 15           | 21.º         |
| 2017      | Turismo Carretera                              | Las Toscas Racing                                             | 15           | 1            | 0            | 1            | 3            | 461,25       | 4.º          |
| 2017      | Súper TC 2000                                  | Renault Sport                                                 | 1            | 1            | 0            | 0            | 1            | -            | -            |
| 2017      | Turismo Nacional Clase 3                       | GC Competición                                                | 12           | 0            | 1            | 0            | 0            | 52           | 26.º         |
| 2017      | TC Mouras Torneo de pilotos invitados          | Las Toscas Racing                                             | 4            | 0            |              | 0            | 0            | 34,5         | 14.º         |
| 2018      | Turismo Carretera                              | Las Toscas Racing                                             | 15           | 1            | 1            | 1            | 1            | 282          | 21.º         |
| 2018      | TC Pick Up                                     | Las Toscas Racing                                             | 5            | 1            | 0            | 1            | 2            | 40           | 3.º          |
| 2018      | TC Mouras Torneo de pilotos invitados          | Las Toscas Racing                                             | 5            | 0            |              | 0            | 1            | 73           | 2.º          |
| 2019      | Turismo Carretera                              | Las Toscas Racing                                             | 14           | 0            | 0            | 0            | 2            | 354,5        | 10.º         |
| 2019      | TC Pick Up                                     | Las Toscas Racing                                             | 1            | 0            | 0            | 0            | 0            | 4            | 28.º         |
| 2020      | Turismo Carretera                              | Las Toscas Racing                                             | 11           | 0            | 0            | 0            | 2            | 310,5        | 5.º          |
| 2021      | Turismo Carretera                              | Las Toscas Racing                                             | Disputándose | Disputándose | Disputándose | Disputándose | Disputándose | Disputándose | Disputándose |
| 2021      | TC Pick Up                                     | Coiro Dole Racing                                             | Disputándose | Disputándose | Disputándose | Disputándose | Disputándose | Disputándose | Disputándose |
| Fuente:   |                                                |                                                               |              |              |              |              |              |              |              |

## Resultados

### Turismo Competición 2000
| Año  | Equipo                      | Auto                 | 1    | 2   | 3   | 4   | 5   | 6   | 7   | 8   | 9   | 10  | 11  | 12    | 13  | 14  | Res. | Puntos |
| ---- | --------------------------- | -------------------- | ---- | --- | --- | --- | --- | --- | --- | --- | --- | --- | --- | ----- | --- | --- | ---- | ------ |
| 2003 |                             |                      | SL I | GR  | TRE | SJU | BB  | OBE | RC  | SAL | RES | SR  | BA  | SL II | AG  | MDP | 7.º  | 66     |
| 2003 | Chevrolet Pro Racing        | Chevrolet Astra II   |      | Ret | Ret | 4   | 1   | 12  | 1   | 12  | Ret | 22† | 16† | 8†    | Ret | 3   | 7.º  | 66     |
| 2004 |                             |                      | GR   | VIE | SJU | PAR | SL  | OBE | AG  | CON | RC  | SRA | BB  | BA    | RAF | MDP | 1.º  | 150    |
| 2004 | Chevrolet Pro Racing        | Chevrolet Astra II   | 1    | 8   | 2   | Ret | 1   | 1   | 3   | 1   | 10  | 17  | 3   | 2     | 7   | Ret | 1.º  | 150    |
| 2005 |                             |                      | BA I | PAR | VIE | SJU | OLA | AG  | CUR | OBE | RAF | SRA | CON | BA II | SL  | GR  | 6.º  | 89     |
| 2005 | Chevrolet Elaion Pro Racing | Chevrolet Astra II   | 4    | 4   | Ret | 7   | Ret | 1   | 3   | 6   | 1   | 5   | 11  | 3     | Ret | 19† | 6.º  | 89     |
| 2006 |                             |                      | BA I | OLA | CR  | VIE | SFE | SJU | SRA | RES | CUR | SMM | GR  | BA II | OBE | PAR | 5.º  | 119    |
| 2006 | Chevrolet Elaion Pro Racing | Chevrolet Astra II   | 5    | 11  | 1   | Ret | 3   | 20  | 6   | 9   | 2   | Ret | 2   | Ret   | 3   | 5   | 5.º  | 119    |
| 2007 |                             |                      | CR   | GR  | BB  | SMM | SJU | SP  | AG  | SFE | SRA | VIE | BA  | OBE   | SL  | PDE | 3.º  | 108    |
| 2007 | Chevrolet Elaion            | Chevrolet Astra II   | Ret  | 6   | 4   | 3   | 1   | 4   | 2   | Ret | Ret | 4   | Ret | 12    | Ret | 3   | 3.º  | 108    |
| 2008 |                             |                      | PAR  | SAL | GR  | SFE | SJU | RES | AG  | BA  | OBE | TRH | VIE | SMM   | PDF | PDE | 4.º  | 133    |
| 2008 | Chevrolet Elaion            | Chevrolet Astra II   | Ret  | 4   | 11  | 5   | 6   | 1   | 7   | 3   | 3   | 18† | 2   | Ret   | 2   | 5   | 4.º  | 133    |
| 2009 |                             |                      | AG   | GR  | OBE | SMM | TRH | RES | BA  | CEN | SFE | SFE | SJU | SJU   | PDF |     | 13.º | 29,5   |
| 2009 | Chevrolet Elaion            | Chevrolet Vectra III | Ret  | Ret | 16  | 19  | 25† | 4   | 3   | 12  | 9   | 11  | Ret | 17    | Ret |     | 13.º | 29,5   |
| 2010 |                             |                      | PDE  | SMM | GR  | AG  | RES | TRH | LR  | SFE | SFE | CEN | OBE | BA    | PDF |     | 9.º  | 70     |
| 2010 | Chevrolet Elaion            | Chevrolet Vectra III | 6    | 6   | Ret | 6   | 11  | 17  | 1   | 6   | 22† | Ret | 7   | 5     | 6   |     | 9.º  | 70     |
| 2011 |                             |                      | GR   | SFE | SFE | SMM | SJU | RES | AG  | TRH | LPL | TRE | JUN | PDF   | PAR |     | 14.º | 80,5   |
| 2011 | Equipo Oficial Chevrolet    | Chevrolet Vectra III | 18   | 4   | Ret |     |     |     |     |     |     |     |     |       |     |     | 14.º | 80,5   |
| 2011 | Equipo Oficial Chevrolet    | Chevrolet Cruze I    |      |     |     | 11  | 14  | Ret | 3   | 2   | 27† | 11  | 11  | 15    | 29† |     | 14.º | 80,5   |

#### Copa Endurance Series
| Año  | Equipo           | Auto                 | 1   | 2   | 3   | Res. | Puntos |
| ---- | ---------------- | -------------------- | --- | --- | --- | ---- | ------ |
| 2009 |                  |                      | TRH | BA  | PDF | 10.º | 16     |
| 2009 | Chevrolet Elaion | Chevrolet Vectra III | 25† | 3   | Ret | 10.º | 16     |
| 2010 |                  |                      | TRH | CEN | BA  | 12.º | 8      |
| 2010 | Chevrolet Elaion | Chevrolet Vectra III | 17  | Ret | 5   | 12.º | 8      |

### Súper TC 2000
| Año  | Equipo                 | Auto              | 1    | 2   | 3   | 4    | 5   | 6    | 7   | 8   | 9   | 10  | 11    | 12  | 13    | 14    | Res. | Puntos |
| ---- | ---------------------- | ----------------- | ---- | --- | --- | ---- | --- | ---- | --- | --- | --- | --- | ----- | --- | ----- | ----- | ---- | ------ |
| 2012 |                        |                   | AG   | BA  | ROS | SJU  | GR  | OBE  | RAF | SMM | RC  | SFE | SFE   | SAL | PDF   |       | 10.º | 87,5   |
| 2012 | Chevrolet YPF          | Chevrolet Cruze I | 3    | 13† | 7   | 2    | NL  | Ret  | Ret | Ret | 8   | 4   | 17†   | 7   | Ret   |       | 10.º | 87,5   |
| 2013 |                        |                   | BA   | ROS | SJU | TOA  | AG  | TRH  | JUN | SFE | GR  | LP  | SMM   | PDF |       |       | 12.º | 71     |
| 2013 | Equipo Honda Petrobras | Honda Civic IX    | 3    | 9   | 4   | 15   | 23† | 8    | 17  | 5   | Ret | 1R  | 14    | 11  |       |       | 12.º | 71     |
| 2014 |                        |                   | RAF  | VIE | AG  | ROS  | TOA | BA   | RES | SFE | SFE | SJU | TRH   | COD | PDF   |       | 18.º | 58,5   |
| 2014 | Equipo Petronas        | Fiat Linea        | 6    | 12  | Ret | Ret  | 16† | 9    | Ret | Ret | 3   | 18† | 11    | Ret | 8     |       | 18.º | 58,5   |
| 2015 |                        |                   | JUN  | ROS | OBE | TRH  | RAF | SL I | SFE | SFE | TOA | GR  | SMM   | AG  | SL II |       | 10.º | 92,5   |
| 2015 | Renault Sport          | Renault Fluence   | 21†  | 14  | Ret | 1    | Ret | Ret  | Ret | 3   | 5   | NL  | 7     | Ex. | 8     |       | 10.º | 92,5   |
| 2016 |                        |                   | TRE  | ROS | SMM | AG I | TRH | OBE  | BA  | SFE | SFE | TOA | SJU   | GR  | GR    | AG II | 16.º | 41     |
| 2016 | Renault Sport          | Renault Fluence   | 8    | Ret | Ret | 18   | Ret | Ret  | 3   | 15  | Ret | Ret | Ret   | 15  | 9     | 21†   | 16.º | 41     |
| 2017 |                        |                   | BA I | PDF | SMM | ROS  | ROS | TRH  | RAF | OBE | SFE | SFE | BA II | SJU | GR    | AG    | -    | -      |
| 2017 | Renault Sport          | Renault Fluence   |      |     |     |      |     |      |     |     |     |     | 1     |     |       |       | -    | -      |

## Palmarés
| Título  | Categoría                | Marca           | Año  |
| ------- | ------------------------ | --------------- | ---- |
| Campeón | Fórmula Honda            | EF-Honda        | 1995 |
| Campeón | Fórmula Súper Renault    | Reynard-Renault | 1997 |
| Campeón | Turismo Competición 2000 | Chevrolet Astra | 2004 |
| Campeón | Turismo Carretera        | Chevrolet Chevy | 2007 |

### Victorias en el Turismo Carretera
| #  | Fecha                    | Circuito                                       | Automóvil       |
| -- | ------------------------ | ---------------------------------------------- | --------------- |
| 1  | 14 de marzo de 1999      | Autódromo Ciudad de Nueve de Julio             | Ford Falcon     |
| 2  | 12 de agosto de 2001     | Autódromo Ciudad de Paraná                     | Chevrolet Chevy |
| 3  | 12 de mayo de 2002       | Autódromo Oscar y Juan Gálvez                  | Chevrolet Chevy |
| 4  | 10 de noviembre de 2002  | Autódromo Oscar y Juan Gálvez                  | Chevrolet Chevy |
| 5  | 16 de febrero de 2003    | Autódromo Luis Rubén Di Palma                  | Chevrolet Chevy |
| 6  | 11 de agosto de 2004     | Autódromo Ciudad de Paraná                     | Chevrolet Chevy |
| 7  | 2 de octubre de 2005     | Autódromo Ciudad de Nueve de Julio             | Chevrolet Chevy |
| 8  | 25 de febrero de 2007    | Autódromo Juan Manuel Fangio de Balcarce       | Chevrolet Chevy |
| 9  | 1 de abril de 2007       | Autódromo Oscar y Juan Gálvez                  | Chevrolet Chevy |
| 10 | 13 de mayo de 2007       | Autódromo Ciudad de Paraná                     | Chevrolet Chevy |
| 11 | 8 de julio de 2007       | Autódromo Oscar y Juan Gálvez                  | Chevrolet Chevy |
| 12 | 30 de septiembre de 2007 | Autódromo Rosendo Hernández                    | Chevrolet Chevy |
| 13 | 14 de octubre de 2007    | Autódromo Ciudad de Paraná                     | Chevrolet Chevy |
| 14 | 16 de marzo de 2008      | Autódromo Oscar y Juan Gálvez                  | Chevrolet Chevy |
| 15 | 13 de septiembre de 2009 | Autódromo Internacional de Termas de Río Hondo | Chevrolet Chevy |
| 16 | 28 de marzo de 2010      | Autódromo Oscar y Juan Gálvez                  | Chevrolet Chevy |
| 17 | 22 de julio de 2012      | Autódromo Hermanos Emiliozzi                   | Chevrolet Chevy |
| 18 | 21 de julio de 2013      | Autódromo Oscar y Juan Gálvez                  | Chevrolet Chevy |
| 19 | 6 de julio de 2014       | Autódromo Rosamonte                            | Chevrolet Chevy |
| 20 | 31 de agosto de 2014     | Autódromo Ciudad de Rafaela                    | Chevrolet Chevy |
| 21 | 12 de octubre de 2014    | Autódromo Roberto Mouras                       | Chevrolet Chevy |
| 22 | 2 de noviembre de 2014   | Autódromo Provincia de La Pampa                | Chevrolet Chevy |
| 23 | 10 de septiembre de 2017 | Autódromo Ciudad de Concordia                  | Chevrolet Chevy |
| 24 | 18 de febrero de 2018    | Autódromo Ciudad de Viedma                     | Chevrolet Chevy |
| 25 | 11 de julio de 2021      | Autódromo Ciudad de Concordia                  | Chevrolet Chevy |
| 26 | 12 de septiembre de 2021 | Autódromo Ciudad de Rafaela                    | Chevrolet Chevy |